# Мендес, Хуан Эрнесто
Хуан Эрнесто Мендес (род. 11 декабря 1944) — аргентинский юрист и правозащитник, известный своими выступлениями в поддержку политических заключенных. Временно работал «Специальным советником по предупреждению геноцида» (2004—2007) на должности помощника Генерального секретаря ООН Кофи Аннана. В дальнейшем был назначен «Специальным докладчиком по вопросу о пытках и других жестоких, бесчеловечных или унижающих достоинство видах обращения и наказания» (2010—2013) при ООН.

## Биография
В 1970 году получил юридический диплом в университете Стелла-Мари (Stella Maris) города Мар-дель-Плата, Аргентина. С ранних лет своей карьеры представлял политических узников, вследствие чего был арестован и провёл в заключении 18 месяцев, подвергаясь пыткам. Международная организация «Amnesty International» объявила его узником совести. В 1977 году он был изгнан из Аргентины и перебрался в США. В дальнейшем работал в различных американских университетах, более 15 лет посвятил правозащитной деятельности в «Хьюман Райтс Вотч». С 2000 по 2003 год был членом Межамериканской комиссии по правам человека при Организации американских государств, причем в 2002 году занимал кресло её председателя.

## Награды и почётные звания
- Степень доктора «honoris causa» Университетa Квебека в Монреале и Национального университета Ла-Платы.
- Лауреат «Премии им. монсеньора Оскара А. Ромеро за лидерство в деле защиты прав человека» (Дейтонский университет)
- Лауреат «Премии Джины и Джозефа Салливан» (организация «Хартленд эллайенс»)
- и др.

## Основные публикации
- Juan E. Méndez, Marjory Wentworth. Taking a stand : the evolution of human rights. — Нью-Йорк: Palgrave Macmillan, 2011. — 246 с. — ISBN 978-0230112339.
- Глава Prevention of Genocide and Its Challenges в книге Standing for Change in Peacekeeping Operations: Project for a UN Emergency Peace Service изданной в рамках инициативы Global Action to Prevent War (2009)